# Arthur Eddington
Arthur Stanley Eddington, född 28 december 1882 i Kendal i Cumbria, död 22 november 1944 i Cambridge, var en brittisk astrofysiker. 
Eddington blev professor i Cambridge 1913 och blev chef för observatoriet där 1914. Han var en av stellardynamikens grundare. Eddington skrev många böcker, två av de mest kända är The Mathematical Theory of Relativity (1923) och The Internal Constitution of the Stars (1926). Han är också berömd för sina insatser inom relativitetsteorin och införandet av begreppet tidspil. Han skrev 1919 en artikel på engelska som introducerade Albert Einsteins allmänna relativitetsteori och gjorde den känd i den engelskspråkiga världen där utvecklingen i tysk fysik inte var så väl känd på grund av första världskriget. 
Han genomförde också mätningar av ljusets böjning i solens gravitationsfält vid den totala solförmörkelsen den 29 maj 1919. Den allmänna relativitetsteorin förutsade en större sådan böjning än den Newtonska fysiken, vilket Eddingtons mätningar bekräftade. Detta ledde till en revolution inom fysiken när den allmänna relativitetsteorin accepterades. Det har dock visat sig i efterhand att tolkningen av mätningarna var väl optimistisk och en del mätningar som inte stämde in kasserades, så egentligen skulle resultaten inte ha varit avgörande. Moderna experiment har dock avgjort bortom allt tvivel att relativitetsteorin stämmer.
Eddington invaldes 1932 som utländsk ledamot nummer 754 av Kungliga Vetenskapsakademien.

## Utmärkelser
Han tilldelades Royal Astronomical Societys guldmedalj 1924, Bruce-medaljen samma år och Royal Medal 1928.
Nedslagskratern Eddington på månen och asteroiden 2761 Eddington är uppkallad efter honom.